# Показник розсіювання
Показник розсіювання — величина, зворотна відстані, на якій потік монохроматичного випромінювання, що поширюється в середовищі у вигляді паралельного пучка, зменшується внаслідок розсіювання в середовищі в деяку заздалегідь обумовлену кількість разів. У принциповому плані ступінь зменшення потоку випромінювання в даному визначенні можна вибирати будь-який, проте в науково-технічній, довідковій та нормативній літературі та в цілому на практиці використовуються два значення ступеня зменшення: одне, що дорівнює 10 (десятковий показник розсіювання), а інше — числу е (натуральний показник розсіювання).

## Десятковий показник розсіювання
Десятковий показник розсіювання {\displaystyle r} визначається відповідно до формули:
{\displaystyle r={\frac {1}{l}}\log _{10}\left({\frac {\Phi _{0}}{\Phi (l)}}\right),}
де {\displaystyle \Phi _{0}} — потік випромінювання на вході в середовище, {\displaystyle \Phi (l)} — потік випромінювання після проходження ним в розсіюваному середовищі відстані {\displaystyle l}.
Відповідно потік випромінювання при поширенні його в середовищі розсіювання в такому випадку описується виразом:
{\displaystyle \Phi (l)=\Phi _{0}10^{-rl}.}
У диференціальній формі його можна записати так:
{\displaystyle d\Phi =-\ln(10)r\Phi (l)dl.}
тут {\displaystyle d\Phi } — зміна потока випромінювання, після проходження ним шару середовища з малою товщиною {\displaystyle dl}.
Десятковий показник розсіювання зручно використовувати при виконанні оптикотехнічних розрахунків, зокрема для визначення коефіцієнтів пропускання оптичних систем.

## Натуральний показник розсіювання
{\displaystyle r'={\frac {1}{l}}\ln \left({\frac {I_{0}}{I(l)}}\right).}
Натуральний і десятковий показники розсіювання пов'язані один з одним співвідношенням {\displaystyle r'=\ln(10)r} або приблизно {\displaystyle r'\approx 2.303r} . При використанні натурального показника розсіювання залежність потоку випромінювання від відстані, пройденої випромінюванням в розсіяному середовищі, описується виразом:
{\displaystyle \Phi (l)=\Phi _{0}e^{-r'l}.}

Його вигляд в диференціальній формі такий:
{\displaystyle d\Phi =-r'\Phi (l)dl.}
Рівняння з участю натурального показника розсіювання мають більш компактний вигляд, ніж у разі використання десяткового показника розсіювання, і не містять множника ln (10), що має штучне походження. Тому в наукових дослідженнях фундаментального характеру переважно використовується натуральний показник розсіювання.

## Одиниці вимірювання
В рамках Міжнародної системи одиниць (SI) вибір одиниць вимірювання визначається міркуваннями зручності і сформованими традиціями. Найбільш широко використовуються зворотні сантиметри (см−1) і зворотні метри (м−1).
Після створення оптичних матеріалів з екстремально низькими втратами і розвитком волоконної оптики, що послідувала за цим, в якості одиниці вимірювання показника розсіювання стали використовувати дБ/км (dB / km). У цьому випадку розрахунок значень показника розсіювання здійснюється за формулою:
{\displaystyle r[dB/km]={\frac {10}{l}}\log _{10}\left({\frac {\Phi _{0}}{\Phi (l)}}\right),} де {\displaystyle l} виражається в км.
Таким чином, дБ / км в 106 разів менше, ніж см−1. Відповідно, якщо показник розсіювання матеріалу дорівнює 1 дБ/км, то це означає, що його десятковий показник розсіювання дорівнює 10−6 см−1.

## Приклади значень
Показник розсіювання є важливою характеристикою оптичних матеріалів. У таблиці наведені значення десяткових показників розсіювання деякого безбарвного оптичного скла основних типів для спектральної лінії e, тобто на довжині хвилі 546 нм.